# تيجاني عطالله
تيجاني عطالله (من مواليد 12 مارس 2003) هو لاعب كرة قدم محترف يلعب كمدافع لفريق البطل الوطني 3 بوردو ب.  ولد في فرنسا، وهو لاعب دولي للجزائر.